# Зао (планина)
Планина Зао (蔵王山 Zaō-zan) сложени је вулкан на граници између префектура Јамагата и Мијаги у Јапану. Чини је група стратовулкана и најактивнији је вулкан на северном Хоншуу. Централни вулкан групе укључује неколико купола лаве и седрасту куполу Гошики-даке (腰キーだけ Goshiki-dake), која садржи кратерско језеро по имену Окама (御釜 Okama). Такође је познат као Петобојни рибњак (五色沼 Goshiki numa) зато што мења боје у зависности од времена; лежи у кратеру формираном вулканском ерупцијом из 1720-их. Језеро је пречника 360 m и дубине 60 m, и једно је од главних туристичких атракција на подручју.
Једна од упечатљивих одлика познатих ски центара Заоа су снежна чудовишта (樹氷 Juhyō) која се јављају средином зиме. Јак ветар преко оближњег језера баца капљице кише које се залеђују на дрвећу и његовом грању, све док се не формирају готово хоризонталне леденице. Снег који пада се задржава на овим леденим формацијама, а крајњи резултат је гротескна фигура дрвета. Ефекат на целој шуми оваквих дрвећа даје посетиоцима сабластан утисак. Зао је једна од 100 знаменитих планина у Јапану.
Rotaria rotatoria и Pinnularia spp. живе у ацидичном језеру Окама.
- Рељефна мапа
- Окама кратер
- Окама кратер
- Снежна чудовишта